# Egidio Arévalo
Pour les articles homonymes, voir Arevalo.
Egidio Arévalo Ríos (né le 1er janvier 1982 à Paysandú en Uruguay), surnommé « El Cacha », est un footballeur international uruguayen, jouant au poste de milieu défensif.

## Biographie

### Carrière en club

#### L'éclosion en Uruguay (2001-2007)
Egidio Arévalo Rios commença sa carrière professionnelle en 2001, en Uruguay, au sein du club du Paysandu BV. Il passa ensuite cinq bonnes saisons au CA Bella Vista avant de signer au CA Penarol, club phare du pays en 2006. 

#### La découverte du Mexique (2007-2009)
Il partit ensuite pour le championnat mexicain au sein du CF Monterrey puis du San Luis FC.

#### Retour en Uruguay puis continuation au Brésil (2009-2012)
Il revient au CA Penarol en 2009. Une saison plus tard, en 2010, il part au Brésil du côté de Botafogo.

#### Escale en Europe et aux États-Unis (2012-2014)
Revenant au Mexique en signant en 2011 au Club Tijuana, il se voit néanmoins peu utilisé par le club. Arévalo se voit alors prêté en Serie A avec l'US Palerme puis en Major League Soccer au Chicago Fire. 

#### La stabilité mexicaine (2014-2017)
Entre 2014 et 2017, Egidio Arévalo Rios joua successivement dans plusieurs clubs mexicains : les Tigres UNAL, CF Atlas, Chiapas FC et au CD Veracruz. 

#### La découverte des championnats sud-américains (2017-2020)
Entre 2017 et 2020, Rios navigue sur le continent en signant pour le club argentin du Racing Club, puis du club paraguayen du Club Libertad et du club péruvien du Deportivo Municipal avant de faire un passage express au Mexique en 2019 aux Correcaminos UAT. 

#### Fin de carrière en Uruguay (2019-2020)
Il termina sa carrière du côté du Sud America en 2020. 

### Carrière en équipe nationale
Il fait partie des 23 joueurs uruguayens sélectionnés pour participer à la coupe du monde 2010, et dispute tous les matchs de la Céleste, qui termine ce Mondial à la quatrième place. Il se distingue par sa passe décisive qui permet à Diego Forlán d'inscrire le plus beau but de cette compétition: une reprise de volée magistrale lors du match pour la troisième place face à la Mannschaft.
L'année suivante, Arévalo Rios participa à la Copa America 2011 où les uruguayens vont remporter l'édition. En 2012, il est convoqué pour représenter l'Uruguay aux Jeux Olympiques à Londres. Il est une nouvelle fois convoqué pour disputer la Coupe des confédérations 2013 où l'Uruguay sera éliminé par le Brésil en demi-finales sur le score de 2-1. 
Óscar Tabárez le rappelle de nouveau pour participer à la Coupe du monde 2014 au Brésil. Les uruguayens seront éliminés en huitièmes de finales par la Colombie sur un doublé de James Rodríguez. 
Egidio Arévalo Rios participera ensuite à la Copa America 2015 où l'Uruguay sera éliminée en quarts-de-finale par le Chili, futur vainqueur de la compétition. Il joua sa dernière grande compétition lors de la Copa America 2016, la Celeste sortant durant les phases de poules.

## Statistiques

### En sélection nationale
| Saison                | Sélection             | Phases finales                   | Phases finales | Phases finales | Phases finales | Éliminatoires CDM | Éliminatoires CDM | Éliminatoires CDM | Matchs amicaux | Matchs amicaux | Matchs amicaux | Total | Total | Total |
| Saison                | Sélection             | Compétition                      | M              | B              | Pd             | M                 | B                 | Pd                | M              | B              | Pd             | M     | B     | Pd    |
| --------------------- | --------------------- | -------------------------------- | -------------- | -------------- | -------------- | ----------------- | ----------------- | ----------------- | -------------- | -------------- | -------------- | ----- | ----- | ----- |
| 2006-2007             | Uruguay               | Copa América 2007 4e             | -              | -              | -              | -                 | -                 | -                 | 3              | 0              | 0              | 3     | 0     | 0     |
| 2007-2008             | Uruguay               | -                                | -              | -              | -              | 1                 | 0                 | 0                 | -              | -              | -              | 1     | 0     | 0     |
| 2009-2010             | Uruguay               | Coupe du monde 2010 4e           | 7              | 0              | 1              | -                 | -                 | -                 | 2              | 0              | 0              | 9     | 0     | 1     |
| 2010-2011             | Uruguay               | Copa América 2011                | 6              | 0              | 1              | -                 | -                 | -                 | 7              | 0              | 1              | 13    | 0     | 2     |
| 2011-2012             | Uruguay               | -                                | -              | -              | -              | 5                 | 0                 | 1                 | 3              | 0              | 0              | 8     | 0     | 1     |
| 2012-2013             | Uruguay               | Coupe des confédérations 2013 4e | 3              | 0              | 0              | 6                 | 0                 | 0                 | 3              | 0              | 0              | 12    | 0     | 0     |
| 2013-2014             | Uruguay               | Coupe du monde 2014              | 4              | 0              | 0              | 6                 | 0                 | 0                 | 3              | 0              | 0              | 13    | 0     | 0     |
| 2014-2015             | Uruguay               | Copa América 2015                | 4              | 0              | 0              | -                 | -                 | -                 | 8              | 0              | 0              | 12    | 0     | 0     |
| 2015-2016             | Uruguay               | Copa América Centenario          | 3              | 0              | 0              | 4                 | 0                 | 0                 | 3              | 0              | 0              | 10    | 0     | 0     |
| 2016-2017             | Uruguay               | -                                | -              | -              | -              | 7                 | 0                 | 0                 | 1              | 0              | 0              | 8     | 0     | 0     |
| 2017-2018             | Uruguay               | Coupe du monde 2018              | -              | -              | -              | 1                 | 0                 | 0                 | -              | -              | -              | 1     | 0     | 0     |
| Total sur la carrière | Total sur la carrière | Total sur la carrière            | 27             | 0              | 2              | 30                | 0                 | 1                 | 33             | 0              | 1              | 90    | 0     | 4     |

## Palmarès

### En club
- Championnat d'Uruguay (1) : en 2010 avec le CA Penarol
- Championnat du Mexique (1) : en 2016 avec les Tigres UNAL

### En sélection
- Copa America (1) : en 2011 avec l'Uruguay